# Siân Phillips
Pour les articles homonymes, voir Phillips.
Jane Phillips, dite Siân Phillips (/ˈʃɑːn ˈfɪlɪps/), est une actrice et chanteuse britannique, née le 14 mai 1933 à Betws, dans le Carmarthenshire (pays de Galles).

## Biographie
Après des études à la Royal Academy of Dramatic Art de Londres, Siân Phillips débute à la fin des années 1950 au théâtre, où elle est toujours active. À Londres et à Broadway (New York) notamment, à côté d'un répertoire de pièces (de George Bernard Shaw et William Shakespeare, entre autres ; voir la rubrique Théâtre ci-après), elle joue également dans des comédies musicales. Parmi ses partenaires sur les planches, citons Peter O'Toole (son époux de 1959 à 1979 — divorce), Judi Dench et Ian Richardson. En particulier, elle interprète Mme Armfeldt dans une reprise de la comédie musicale A Little Night Music de Stephen Sondheim, à Londres en 1995-1996. Elle a tenu le rôle de Jessie dans la pièce Calendar Girls (2008), adaptée par Tim Firth du film du même nom réalisé par Nigel Cole et sorti en 2003.
Au cinéma, elle apparaît (à ce jour) dans quinze films — britanniques, américains ou coproductions —, entre 1962 (un petit rôle non crédité dans Le Jour le plus long) et 2006. Notons qu'elle retrouve Peter O'Toole dans quatre d'entre eux, Becket en 1964, Goodbye, Mr. Chips en 1969, La Guerre de Murphy en 1971 et Au bois lacté (film, 1972) (en) en 1972 (adaptation de la pièce éponyme de son compatriote Dylan Thomas). Un de ses rôles les plus connus au grand écran est celui de la Révérende Mère Gaius Helen Mohiam dans Dune (1984), adaptation du roman éponyme de Frank Herbert, réalisée par David Lynch. Et dans Valmont (1989) de Miloš Forman, adaptation du roman Les Liaisons dangereuses de Pierre Choderlos de Laclos, elle personnifie Mme de Volanges — dix-neuf ans plus tard, en 2008 à Broadway, elle est cette fois Mme de Rosemonde, dans une adaptation théâtrale du même roman, par Christopher Hampton.
À la télévision (à ce jour), Siân Phillips collabore à cinquante-deux séries et à vingt téléfilms, de 1959 à 2010. Ainsi, dans le feuilleton britannique Moi Claude empereur, diffusé en 1976, elle est Livie, grand-mère de Claude (joué par Derek Jacobi).

### Vie privée
Siân Phillips se maria trois fois :
- une première fois avec Don Roy (de 1956 à 1959), mariage conclu par un divorce ;
- une deuxième fois avec Peter O'Toole (de 1959 à 1979), dont elle divorce ; deux enfants sont nés de cette union ; Kate (née en 1960) qui est aussi actrice et Patricia ;
- une troisième fois avec Robin Sachs (de 1979 à 1991), mariage également interrompu par un divorce.

## Théâtre (sélection)
Pièces, jouées à Londres, sauf mention contraire
- 1958 : Les Trois Sœurs (The Three Sisters) d'Anton Tchekhov (à Nottingham) ; Sainte Jeanne (Saint Joan) de George Bernard Shaw (à Coventry)
- 1959 : Hedda Gabler d'Henrik Ibsen
- 1960 : La Mégère apprivoisée (The Taming of the Shrew) de William Shakespeare (à Oxford)
- 1960-1961 : La Duchesse d'Amalfi (The Duchess of Malfi) de John Webster, avec Peggy Ashcroft, Eric Porter, Ian Richardson, Diana Rigg, Patrick Wymark (à Stratford-upon-Avon et Londres)
- 1964 : La Nuit de l'iguane (The Night of the Iguana) de Tennessee Williams (à Croydon)
- 1965 : Ride a Cock Horse de David Mercer, avec Peter O'Toole (à Londres et Bristol)
- 1965-1966 : Homme et Surhomme (Man and Superman) de George Bernard Shaw
- 1967 : The Eccentricities of a Nightingale de Tennessee Williams (à Guildford)
- 1975 : The Gay Lord Quex d'Arthur Wing Pinero, avec Judi Dench
- 1978 : Une femme sans importance (A Woman of No Importance) d'Oscar Wilde (à Chichester)
- 1979 : You never can tell de George Bernard Shaw
- 1981-1982 : Pal Joey, comédie musicale, musique de Richard Rodgers, lyrics de Lorenz Hart, livret de John O'Hara, avec Denis Lawson (adaptée au cinéma en 1957)
- 1982 : Dear Liar de Jerome Kilty, avec Robert Hardy
- 1983 : La Commandante Barbara (Major Barbara) de George Bernard Shaw
- 1985-1986 : Gigi, comédie musicale, musique de Frederick Loewe, lyrics et livret d'Alan Jay Lerner, d'après la nouvelle éponyme de Colette, avec Jean-Pierre Aumont, Beryl Reid
- 1990 : Vanilla de Jane Stanton Hitchcock, avec Joanna Lumley (à Londres et Bath)
- 1991 : The Manchurian Candidate, adaptation par John Lahr du roman éponyme de Richard Condon (à Londres et Bath)
- 1994 : Le Lion en hiver (The Lion in Winter) de James Goldman (à Bath ; adaptée au cinéma en 1968)
- 1994-1995 : Un inspecteur vous demande (An Inspector Calls) de John Boynton Priestley (à Broadway ; en remplacement de Rosemary Harris)
- 1995-1996 : A Little Night Music, comédie musicale, musique et lyrics de Stephen Sondheim, livret d'Hugh Wheeler, d'après le film Sourires d'une nuit d'été (Sommarnattens leende, 1955) d'Ingmar Bergman, avec Judi Dench, Lambert Wilson
- 1997 : Marlène (Marlene), comédie musicale autour de Marlène Dietrich, construite sur un répertoire de chansons diverses, musique additionnelle de Kevin Amos, livret de Pam Gems (en), mise en scène de Thierry Harcourt et Sean Mathias (rôle-titre ; à Londres et Bath ; reprise à Broadway en 1999, avec Margaret Whitton)
- 2001 : Lettice and Lovage de Peter Shaffer (à Bath)
- 2002 : My Old Lady d'Israël Horowitz (à New York, Off-Broadway)
- 2008 : Les Liaisons dangereuses (titre anglais), adaptation par Christopher Hampton du roman éponyme de Pierre Choderlos de Laclos, avec Ben Daniels, Laura Linney (à Broadway)
- 2010 : Juliette et son Roméo (Juliet and his Romeo), adaptation par Sean O'Connor et Tom Morris du Roméo et Juliette de William Shakespeare (à Bristol)

## Filmographie

### Au cinéma
- 1962 : Le Jour le plus long (The Longest Day) de Ken Annakin et al. (non créditée)
- 1964 : Becket de Peter Glenville
- 1965 : Le Jeune Cassidy (Young Cassidy) de Jack Cardiff et John Ford
- 1969 : La Chambre obscure (Laughter in the Dark) de Tony Richardson
- 1969 : Goodbye, Mr. Chips d'Herbert Ross
- 1971 : La Guerre de Murphy (Murphy's War) de Peter Yates
- 1972 : Under Milk Wood d'Andrew Sinclair
- 1980 : Njinski (Nijinsky) d'Herbert Ross
- 1981 : Le Choc des Titans (Clash of the Titans) de Desmond Davis
- 1984 : Dune de David Lynch
- 1985 : Le Docteur et les Assassins (The Doctor and the Devils) de Freddie Francis
- 1989 : Valmont de Miloš Forman
- 1993 : Le Temps de l'innocence (The Age of Innocence) de Martin Scorsese
- 1997 : House of America de Marc Evans
- 2006 : The Gigolos de Richard Bracewell
- 2020 : Summerland de Jessica Swale : Margaret Corey

### À la télévision (sélection)

#### Séries
- 1976 : Moi Claude empereur (I Claudius), feuilleton
- 1978 : Warrior Queen : Boadicée
- 1980 : Bizarre, bizarre (Tales of the Unexpected), Saison 2, épisode 14 Back for Christmas de Giles Foster
- 1998-2000 : La Femme Nikita (Nikita), Saison 2, épisode 21 Le Jardin d'Adrienne (Adrian's Garden) et épisode 22 L'Heure des comptes (End Game) de Joseph L. Scanlan ; Saison 4, épisode 2 Arrêt de missions (There are No Missions) de René Bonnière, épisode 3 Un très beau jardin (View of the Garden) et épisode 4 À la loupe (Into the Looking Glass) de René Bonnière
- 1999 : Aristocrats, mini-série : Narrator / Older Lady /Lady Emily Lennox
- 2006 : Inspecteur Barnaby (Midsomer Murders), Saison 9, épisode 3 La Course à l'héritage (Vixen's Run)
- 2008 : Hercule Poirot (série TV, épisode Mrs McGinty est morte) : Mrs Upward

#### Téléfilms
- 1966 : Eh, Joe ? d'Alan Gibson
- 1985 : La Bataille d'Endor (Ewoks : The Battle for Endor) de Jim et Kim Wheat
- 1987 : The Two Mrs. Grenvilles de John Erman
- 1993 : Heidi de James Michael Ray Rhodes
- 1995 : The Vacillations of Poppy Carew de James Cellan Jones
- 1998 : Alice au pays des merveilles : À travers le miroir (Alice Through the Looking Glass) de John Henderson
- 2000 : Cendrillon (Cinderella) de Liddy Oldroyd
- 2001 : Attila de Dick Lowry
- 2004 : The Murder Room de Diarmuid Lawrence

## Voix françaises
- Jacqueline Porel dans :
  - Becket (1964)
  - Valmont (1989)

- Nathalie Nerval dans La Guerre de Murphy (1971)
- Nadine Alari dans Moi Claude empereur (1976)
- Claude Chantal dans Moi Claude empereur (1976)
- Sylvie Moreau dans Dune (1984)
- Geneviève Taillade dans La Bataille d'Endor (1985)
- Monique Morisi dans Heidi (1993)
- Michèle Bardollet dans La Bataille d'Endor (2005)
- Evelyn Séléna dans Inspecteur Lewis (saison 5, épisode 2, Justice sauvage, 2011)
- Cathy Cerdà dans C.B. Strike (2017)
- Frédérique Cantrel dans McDonald et Dodds (2022)